# Bataille de Fakhakha (1908)
Campagne de la Chaouïa
Batailles
• Bataille de Casablanca (1907)
• Bataille de Sidi Moumen (1907)
• Bataille de Taddert (1907)
• Bataille de Mediouna (1907)
• Bataille de Sidi-Brahim (1907)
• Bataille de Settat (1907)
• Bataille de Sidi Kamel (1907)
• Bataille de Wadi Al-Atash (1907)
• Bataille d'Ayo Waghit (1907)
• Bataille de Dar Bouazza (1908)
• Bataille de Sidi Kamel(1908)
• Bataille de Sidi Ghoneimi (1908)
• Bataille de Berrechid (1908)
• Bataille de Sidi El-Mekki (1908)
• Bataille de Fakhakha (1908)
• Bataille de Berrabah (1908)
• Bataille de Sidi Abdelkrim (1908)
• Bataille de Settat (1908)
• Bataille d'Ain M'Koun (1908)
• Expéditions françaises contre les Zaërs (1910-1911) 
• Bataille de Termast-El-Borou (1912) 
• Bataille Oued Zem (1912)
• Bataille de Tadla (1912)
• Bataille de Sidi Ali ben Brahim (1912)
• Bataille de Biar-Mezouis (1912)
• Bataille d'El Ksiba (1914)
•  Bataille d'Elhri (1914)
La bataille de Fakhakha (en arabe : معركة الفخاخة - Ma'rakat alfakhakha), est une bataille qui a opposé l'armée française  et la mellaha hafidienne pour la cause du Jihad de la Chaouia, au dit lieu de la Kasbah du Hajj al-Makki bin al-Bahloul dans la province de Settat au cours de la « pacification du Maroc » et, plus essentiellement « campagne de la Chaouïa ».

## Contexte historique

### Anarchie (Siba)
Lors de la période de la Siba, après que la ville d'Oujda tombe aux mains des Français, les troupes du général Lyautey avaient des prétentions sur la ville côtière de Casablanca, sous la responsabilités des tribus chaouia, connues et réputées au sein du Maroc pour produire des guerriers farouches ainsi que des cavaliers expérimentés. Avant le Protectorat, la ville de Casablanca est occupée mais les combats continuent. Des dizaines de combats sont livrés à l’intérieur de la ville, à sa périphérie et, enfin, plus profondément, dans le pays chaouia.

### Bombardement de Casablanca
Hajj Hammou, caïd de la tribu des Oulad Hriz, lance des appels au djihad et les Oulad Hriz organisent une lutte contre les Espagnols, les Français et leurs partisans. C'est le début de l'insurrection. Les populations chaouia envahissent les rues et l’après-midi même, des incidents violents débouchent sur la mort de neuf ouvriers étrangers de la compagnie concessionnaire des travaux du port. Les émeutiers arrêtent le train, qui passe à proximité d'un cimetière, grâce à un amas de pierres amoncelées sur la voie et assassinent les ouvriers étrangers de la locomotive : quatre Français, trois Italiens et deux Espagnols. C'est le début du massacre de Casablanca et du bombardement de la ville. Du 5 au 7 août 1907, les navires de l'armée française aux côtes de Casablanca ouvrent le feu sur la ville et font déferler la terreur, des milliers de morts civils sont à déplorer.

### Débarquement des forces françaises
Le 6 août, les premières troupes de l'armée françaises accostent à Sidi Belyout, ils sont accueillis par les tribus de la Chaouia avec le feu de leurs armes et leurs balles. Le 7 août, les troupes débarquées du général Drude et les fusiliers-marin du contre-amiral Philibert réussissent, après des combats acharnés, à reprendre le contrôle de la ville. Pendant trois jours de pluie de bombes provenant de l'escadre, puis de carnages et de pillages exercés par les légionnaires au sol, la prospère cité de 30 000 habitants avant les faits est transformée en champ de ruines où nul endroit n'est épargné, si ce n'est le quartier européen.

### Début de la guerre de la Chaouïa
Le débarquement de l'armée française et les combats de Casablanca amèneront les tribus de la Chaouïa à continuer la guerre en faisant qu'un pour lutter pour leur indépendance. Cette guerre sera terrible et lente, basé sur une logique de guerre de position, de guérilla ainsi qu'utilisation massive de l'artillerie. La guerre de la Chaouïa sera le début de la colonisation du Maroc.

## Bataille de Fakhakha

### Préparatifs et arrière-plan (15 février-28 février)
Après la bataille de Brabeh et de Sidi Abdel Karim, 15, 16 et 17 février 1908, les forces françaises atteignent peu de résultats et le commandement militaire français réclame l'atteinte des objectifs avant la fin du mois de février. Le général Albert d'Amade prend la tête des opérations sur le front même à partir du 27 février. Il rassemble le groupe de soldats qui avaient participé aux opérations précédentes, soit environ 5 000 hommes et 1 500 chevaux et mulets (pour assurer la logistique, comme pour les cavaliers). Le général Albert d'Amade prend l'initiative de progresser à travers la région, mais, fait face à une katibah forte de plusieurs milliers d'hommes avec à sa tête Omar Sketani, un hafidiste contre l'armée française.

### Déroulement de la bataille
Les Français sont accueils dans le secteur par des tirs et des obus, le combat commence à 8 heures du matin. L'intensité de la bataille de Fakhfakha fut telle que les officiers français perdirent le contrôle des combats, menant à de lourdes pertes et au chaos parmi leurs rangs. Certains soldats français se dirigèrent vers le front, tandis que d'autres prirent la fuite. Durant leur retraite, les Français ne purent secourir certains de leurs camarades laissés aux mains des Marocains. Le bataillon d'artillerie en présence a pu sauvé un grand nombre de cavaliers, pris dans les attaques marocaines.
Pendant la bataille, Omar Sketani donne l'ordre aux moudjahidines marocains d'attaquer le flanc nord des Français, en situation de faiblesse dû aux obus des Marocains. Cette attaque sur le front nord sera considérablement efficace et permettra aux Marocains de resserrer l'étau sur le groupement du général Albert d'Amade.
Vers la fin de l'après-midi, le commandement français, pris au dépourvu ordonne la retraite des unités déployés dans la bataille vers l'avant-poste le plus proche. Cette retraite imminente est dû à une charge de cavaliers chaouis qui avaient infiltré les lignes françaises et semé la discorde parmi les troupes coloniales. Les combats ont duré 15 heures, les forces françaises se retirèrent du secteur de la Kasbah et atteignirent leur camp à Ain Magoun à onze heures du soir, avant de se replier vers Casablanca.

## Conséquences
La bataille de Fakhakha sera un exemple parmi la campagne de la Chaouïa où le général Albert d'Amade a sous-estimé la menace des Marocains, en les rabaissant à des simple statut de « fanatiques », comme après la bataille dans une lettre au ministre de la Guerre. Cette opération a permis aux Marocains de dérouter les Français et de donner du répit aux tribus chaouis Mdakra qui étaient menacées par cette opération, également, le camp d'Omar Sketani ou « smala » se voit préserver de la destruction par l'armée française. Cette bataille est l'une des causes du massacre de Settat, que va effectuer le Général Albert d'Amade pour punir les Chaouis et venger ces hommes tombés dans cette campagne.